# Florala
Florala – miasto w Stanach Zjednoczonych, w stanie Alabama, w hrabstwie Covington. W roku 2023 miasto zamieszkiwały 1934 osoby, a gęstość zaludnienia wynosiła 68,1 osoby/km².